# Библиотека герцога Августа
Библиотека герцога Августа (нем. Herzog August Bibliothek) — историческая библиотека в немецком городе Вольфенбюттель (земля Нижняя Саксония, Германия). Первоначально — собрание книг просвещённого герцога Августа Брауншвейг-Вольфенбюттельского, ставшее публичным после его смерти в 1666 году.
Герцог Август (1579—1666) был заядлым библиофилом. Он собирал книги с детства; его агенты ездили по Европе, отовсюду привозя книги и рукописи. Свои библиотечные богатства он размещал в приспособленном для этих целей здании бывшей конюшни, располагавшейся неподалёку от Вольфенбюттельского замка. При нём началось составление каталога, и из 7200 его страниц (шесть фолиантов) он собственноручно заполнил более половины. Часы, проведённые им за чтением книг, забывая о еде и сне, он считал лучшими в своей жизни. За время своей жизни он собрал такое количество книг, которое стало называться «восьмым чудом света». Многие учёные Европы стремились поработать в этой библиотеке. Когда герцог скончался, в вольфенбюттельском собрании Bibliotheka Augusta насчитывалось 134 000 единиц хранения.
При сыне герцога Августа — Антоне Ульрихе хранителем библиотеки был приглашён Готфрид Вильгельм Лейбниц (1690—1716), а её фонды существенно обогатились. Неподалёку от замка сохранился дом другого знаменитого куратора библиотеки — Готхольда Эфраима Лессинга (1770—1781).
Здание, где помещается библиотека, было выстроено в 1887 году на месте предыдущей ротонды 1705—1710 годов, в проектировании которой принимал участие Лейбниц.
В начале XXI века в фондах библиотеки числится около миллиона наименований книг, в том числе 12 000 рукописей за время от античности до средних веков, 5000 книг эпохи начала книгопечатания, и тысячи морских и сухопутных карт.
В специальном помещении хранится собрание глобусов земли и неба. Коллекция портретов насчитывает 40 000 экземпляров (остальные художественные сокровища Вельфов составляют Музей герцога Антона Ульриха в Брауншвейге).
В библиотеке сохранилось одно из немногих дошедших до наших дней средневековых книжных колёс.

## Наиболее ценные рукописи и книги
- Климентины (II или III век) — христианский греческий роман, редчайший памятник апокрифической литературы раннего христианства
- Вольфенбютельский кодекс (VI век) — редкий образец рукописи Готской Библии
- Вольфенбюттельский кодекс A (4 евангелия; VI век)
- Вольфенбюттельский кодекс B (евангелия от Луки и Иоанна; V век)
- Капитулярий о поместьях (около 800 года) — инструкция Карла Великого по управлению королевскими поместьями
- Вольфенбюттельские анналы (начало IX века)
- Cod. Guelf. 334 Gud. lat. (ок. 1100 года) — иллюминированная рукопись, содержащая все труды Гвидо Аретинского
- Евангелие Генриха Льва (XII век)
- Саксонское зерцало (1221—1225 годы) — старейший правовой сборник Германии, составленный судьей (шёффеном) Эйке фон Репковом
- Великая книга орга́нума (XIII век) — две нотные рукописи, содержащие репертуар парижской школы Нотр-Дам (древнейший слой — вторая половина XII в.)
- 9 книг из Библиотеки Корвина (1470—1490 годы)